# Narodził się Jezus Chrystus
Narodził się Jezus Chrystus – polska pieśń religijna, kolęda wykonywana w okresie świąt Bożego Narodzenia.
Pieśń pochodzi z XVII wieku. Tekst zamieścił w wydanym przez siebie zbiorze kolęd i pastorałek najpierw w 1838 roku, a następnie w 1843 roku ks. Michał Mioduszewski. Nuty i tekst opublikował w 1904 Karol Miarka w zbiorze Kantyczki. Kolędy i pastorałki w czasie Świąt Bożego Narodzenia po domach śpiewane z dodatkiem pieśni przygodnych w ciągu roku używanych.
Opracowanie pieśni Narodził się Jezus Chrystus na chór mieszany opublikował ok. 1938 Roman Dwornik.

## Wykonania
Kolęda znajduje się w repertuarze polskich wokalistów, którzy wydali ją na swoich albumach z muzyką świąteczną.
| Wykonawca           | Album                                     | Rok  | Nośnik |
| ------------------- | ----------------------------------------- | ---- | ------ |
| Gang Marcela        | Nastrój Świąt: kolędy i pastorałki        | 1997 | CD     |
| Jerzy Połomski      | W cichą noc                               | 1974 | LP     |
| Jerzy Połomski      | Kolędy i pastorałki śpiewa Jerzy Połomski | 1998 | CD     |
| Wawele i ich goście | Najpiękniejsze kolędy polskie             | 2000 | CD     |